# K'ayrani Quta
K'ayrani Quta (aymara k'ayra groda, quta sjö, också Kairani Kkota) är en sjö i Bolivia.   Den ligger i departementet La Paz, i den nordvästra delen av landet, 600 km nordväst om huvudstaden Sucre. K'ayrani Quta ligger 4 731 meter över havet. Den ligger vid sjön Laguna Puyupuyo.